# Max Ohland
Max Ohland (* 27. November 1879 in Hildburghausen; † nach 1933) war ein deutscher Politiker (SPD).

## Leben
Ohland betrieb bis 1933 eine Gastwirtschaft in Köthen. Von 1913 bis 1914 war er gleichzeitig Vorsitzender des Köthener Gewerkschaftskartells.
Ohland schloss sich den Sozialdemokraten an und er war von 1919 bis 1933 Vorsitzender der SPD Köthen, deren Sekretariat er in den 1920er Jahren verwaltete. Er war von 1911 bis 1931 Stadtverordneter in Köthen und dort ab 1929 Vorsitzender der SPD-Fraktion. Von 1919 bis 1933 war er Mitglied des Kreistages im Landkreis Köthen (ab 1932 Landkreis Dessau-Köthen) und von 1932 bis 1933 stellvertretender Kreisdirektor. Im Juni 1920 wurde er als Abgeordneter in den Anhaltischen Landtag gewählt, dem er bis 1933 angehörte.